# Wolf-Günther Trierenberg

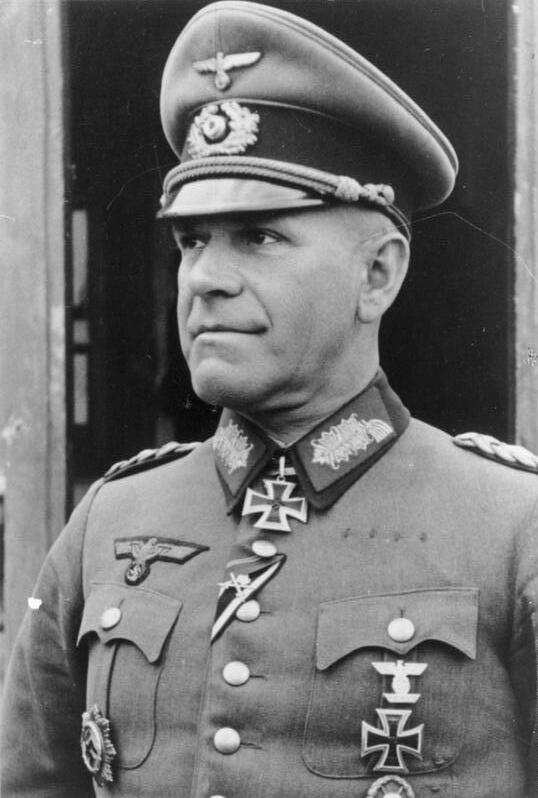
Wolf-Günther Trierenberg (1943)

Wolf-Günther Trierenberg (* 18. Juli 1891 in Forst (Lausitz); † 25. Juli 1981 in Detmold-Mosebeck) war ein deutscher Offizier und zuletzt Generalleutnant im Zweiten Weltkrieg. Er war ab 5. Mai 1942 Träger des Deutschen Kreuzes in Gold. Er wurde am 10. Mai 1943 als Generalleutnant und Kommandeur der 167. Infanterie-Division mit dem Ritterkreuz des Eisernen Kreuzes ausgezeichnet, mit welcher er in Frankreich und in Russland kämpfte. Trierenberg kommandierte im Februar/März 1945  die 347. Infanterie-Division bei der Verteidigung Saarbrückens. Anschließend befand er sich in US-amerikanischer Kriegsgefangenschaft.